# 天主教迪比克總教區
天主教迪比克總教區（拉丁語：Archidioecesis Dubuquensis）是美國一個羅馬天主教教省總教區，也是該國三十二個總教區之一。
總教區管轄範圍包括艾奧瓦州東北部，並轄三個教區。面積45,056平方公里。
總教區於2018年至2019年期間有大約190,292名教友（佔轄區總人口大約18.8%）、165個堂區和203名司鐸。現任總主教為彌額爾·O·賈克爾斯，榮休總主教為葉理諾·哈納斯。
迪比克教區於1837年7月28日成立，1893年6月15日升為總教區。